# Sookaera
Sookaera est un village de la Commune de Kiili du Comté de Harju en Estonie. Au 31 décembre 2011, elle compte 29 habitants.